# Даниел Младенов
Даниел Младенов е български футболист, който играе като крило. Част от отбора на Етър. Роден е на 25 май 1987 в Кюстендил и е юноша на местния Велбъжд. Национален състезател на България.

## Кариера

### Велбъжд
Даниел Младенов започва кариерата си при мъжете в родния Велбъжд на 18 години. По това време отборът е преминал своя пик, когато президент на тима е Георги Илиев и се състезава в Югозападната В Аматьорска футболна група.

### Марек
След обещаващите си игри младият футболист е забелязан от елитния Марек и е привлечен в редиците на състава за сезон 2007/2008. Проблемите на клуба се оказват непреодолими и отборът завършва на последното 16-о място.

### Пирин Благоевград
Завърналият се в А група Пирин Благоевград привлича Даниел Младенов и той постепенно се превръща в основен състезател. През сезоните 2008/2009 и 2009/10 отборът завършва 10-о и 9-о. Веднага след завръщането си Пирин се превръща в приятната изненада и успява на 1/4 финал да елиминира настоящия тогава шампион ЦСКА след изпълнение на дузпи на собствения му стадион. На 1/2 финала е елиминиран бъдещия шампион Левски след 1:0 в Благоевград. Финалът се играе на стадион „Георги Аспарухов“, където благоевградчани срещат Литекс. Ловчанлии печелят мача с 3:0 и защитават трофея си. В края на сезон 2009/10 Пирин изпада в тежко финансово положение и Младенов разтрогва договора си по вина на клуба заради неизплатени заплати.

### Левски
Първите спекулации за интерес от страна на Левски се появяват в началото на 2010. Сините записват най-лошия старт в историята си и още в началото на пролетния полусезон губят шансове да защитят титлата си. Единствената им цел до края на шампионата е спечелване на квота за Лига Европа и започва да се мисли за новите попълнения. Едно от спряганите имена е на Даниел Младенов. При награждаването му с приза за играч на 19-ия кръг в A група заявява, че мисли единствено за настоящия си клуб, но накрая допълва „на Левски и ЦСКА не се отказва“. Информациите за интерес на Левски зачестяват, а в края на април феновете на Пирин обвиняват играча, че умишлено си е изкарал червен картон преди гостуването Герена, за да не играе срещу бъдещия си клуб. На 31 май играчът за пореден път отхвърля информациите в пресата, обяснявайки, че не вярва сините да се интересуват от него. Два дни по-късно на 2 юни действащият му договор е прекратен по вина на клуба, а мениджърът Милко Бански заявява, че бъдещето на клиента му е свързано с чужбина. В следващите няколко дни отново е отричано преминаване в Левски и дори пресата прави спекулации за почти сигурен договор с Черно море. На 6 юни за първи път е признат интереса от страна на сините, а играчът заявява, че ще избере между Левски и чужбина. На 8 юни е официално обявено, че е подписан предварителен договор, според който играчът започва подготовка с Левски и ще подпише официалния си контракт след формалната раздяла с Пирин. Само ден по-късно е представянето му като ново попълнение на тима, на което играчът споделя радостта от избора си.
Дебютът на Даниел Младенов за новия му отбор е в приятелската среща срещу румънския Търгу Муреш, загубена от сините с 2:3. Въпреки че влиза като смяна в 71-вата минута, успява да отбележи два гола след удари извън наказателното поле в 76-ата и 79-ата минути. Официалният му дебют е направен в домакинския мач срещу ФК Дъндолк от втория квалификационен кръг на Лига Европа 2010/11. Започва срещата като титуляр и отново отбелязва два гола за убедителната победа с 6:0.

### Черноморец
На 3 август 2012 г. подписва 2-годишен договор с Черноморец (Бургас). Дебютира за „акулите“ на 19 август 2012 г. срещу ЦСКА.
На 13 декември 2012 г. е арестуван по подозрения за черно тото. Три дни по-късно е освободен.

### Монтана
В края на декември 2012 г. е привлечен в Монтана (Монтана). Напуска след изпадането на тима от А група.

### Марек
На 2 юни 2013 г. играе 1 мач за Марек (Дупница) във В група срещу Сливнишки герой (Сливница) и отбелязва гол.

### Черно море
На 5 юни 2013 г. е привлечен в Черно море (Варна).

## Статистика по сезони[18]
| Сезон    | Отбор               | Първенство | Мачове | Голове |
| -------- | ------------------- | ---------- | ------ | ------ |
| 2006/07  | Велбъжд (Кн)        | В група    | 20     | 4      |
| 2007/08  | Марек               | А група    | 27     | 4      |
| 2008/09  | Пирин (Бл)          | А група    | 17     | 3      |
| 2009/10  | Пирин (Бл)          | А група    | 26     | 6      |
| 2010/11  | Левски (Сф)         | А група    | 28     | 5      |
| 2011/12  | Левски (Сф)         | А група    | 16     | 2      |
| 2012/ес. | Черноморец (Бс)     | А група    | 9      | 1      |
| 2013/пр. | Монтана             | А група    | 14     | 2      |
| 2013/пр. | Марек               | В група    | 1      | 1      |
| 2013/ес. | Черно море (Вн)     | А група    | 9      | 1      |
| 2014/пр. | Марек (Дупница)     | Б група    | 4      | 2      |
| 2015/16  | Септември (Симитли) | Втора лига | 15     | 5      |
| 2015/16  | Пирин (Бл)          | Първа лига | 8      | 1      |
| 2016/17  | Пирин (Бл)          | Първа лига | 26     | 11     |
| 2017/18  | Пирин (Бл)          | Първа лига | 5      | 0      |
| 2017/18  | Етър (ВТ)           | Първа лига | 14     | 2      |
| 2018/19  | Етър (ВТ)           | Първа лига | 31     | 11     |
| 2019/20  | Етър (ВТ)           | Първа лига | 8      | 0      |
| 2020/пр. | ЦСКА 1948 (Сф)      | Втора лига | 1      | 1      |

### Личен живот
На 27 юни 2009 сключва брак с дългогодишната си приятелка Ивона в родния си град.